# А ты меня любишь?
«А ты меня любишь?» — детская песенка, написанная вожатыми пионерлагеря «Артек».
Припев:

А ты меня любишь? — Ага!

А ты со мной будешь? — Ага!

Так будем мы вместе,

Так будем мы рядом с тобою всегда!

Авторство песни не регистрировалось, и она считалась народной. В 2006 году Российское авторское общество зарегистрировало автором и композитором песни Алексея Шамуилова (род. 1973).
В 1998 году песня была записана и исполнена группой «WOW», далее выдавалась «пиратами» с 2004 года за исполнение группой «Адреналин». В феврале 2007 года группа «Банда Андрюха» сделала ремейк, где был использован фрагмент этой песни. Также в 2007 эта песня была использована дуэтом «DJ Слон и Angel-A» (Александр Альберт и Анна Воронина).
В дальнейшем возник конфликт по поводу авторских прав на песню. Песня Андрея Чижова попала в ротацию Русского радио, а Алексей Шамуилов, доказавший РАО права на песню, разрешил её исполнять только дуэту «DJ Слон и Angel-A». Позже автор песни и дуэт были лауреатами фестиваля «Песня года-2007», также песня стала лучшим реалтоном года на MTV RMA 2007.
Среди исполнителей песни были и другие коллективы — «Детки», «Малина» (в телесериале «Всё смешалось в доме» на СТС), «Мульти-пульти».